# Иван Василев (футболист, р. 1939)
Иван Василев – Катила е бивш български футболист, защитник.

## Биография
Юноша на Черно море Варна от 1948. Играе като десен бек и централен защитник. Дебютира за мъжкия състав на Черно море Варна през 1957, едва на 18 години. Играе за ЦСКА от 1964 до 1968. Шампион на България през 1965/66 и вицешампион през 1967/68 с ЦСКА, носител на купата на Съветската армия през 1964/65. Полуфиналист за КЕШ през 1966/67, участник в епичните мачове с Интер Милано Италия. През 1968 се завръща в Черно море Варна, като става и капитан на отбора. В А група има 196 мача и 8 гола за моряците, както и 115 мача и 3 гола за червените. Общо в кариерата си има 311 мача и 11 гола.
За националния отбор на България има 4 мача.
Треньор в школата на Черно море Варна. Старши треньор на Белослав Варна, Черно море Варна, Добруджа Добрич (сезон 1982/83 в Северна Б група го започва като помощник треньор, а в средата на есенния полусезон става старши треньор до края на първенството), Лудогорец Разград, Спартак Варна.
Иван Василев почива на 82 години на 6 април 2021 г. след боледуване от COVID-19. 